# Monnina decurrens
Monnina decurrens är en jungfrulinsväxtart som beskrevs av Ramón Alejandro Ferreyra. Monnina decurrens ingår i släktet Monnina och familjen jungfrulinsväxter. Inga underarter finns listade i Catalogue of Life.